# Дутт, Робин
Робин Дутт (нем. Robin Dutt; 24 января 1965, Линденталь, Кёльн) — немецкий футболист бенгальско-немецкого происхождения; тренер. С 2015 по 2016 год — спортивный директор клуба «Штутгарт».

## Тренерская карьера
В прошлом был тренером «Байера 04», до этого тренировал футбольный клуб «Фрайбург», заступив на тренерский мостик после того, как в июле 2007 года на заслуженную пенсию ушёл легендарный футболист и тренер Фолькер Финке. До этого в течение четырёх лет тренировал «Штутгартер Кикерс» — второй по величине футбольный клуб Штутгарта. Начиная с сезона 2011/12 подписал двухгодичный контракт с «Байером», но не доработал до конца этого срока, будучи в апреле 2012 года сменённым на тренерским посту финном Сами Хююпия.